# NGC 4250
NGC 4250 est une galaxie lenticulaire située dans la constellation du Dragon. Elle a été découverte par l'astronome germano-britannique William Herschel en 1793.

## Caractéristiques
Sa vitesse par rapport au fond diffus cosmologique est de 2 115 ± 5 km/s, ce qui correspond à une distance de Hubble de 31,2 ± 2,2 Mpc (∼102 millions d'al).
NGC 4250 présente une large raie HI.